# Палатик
Палатик — село у Болгарії. Розташоване у Благоєвградській області, підпорядковане громаді Белиця. Населення — 238 осіб.

## Політична ситуація
Мер громади — Ібрахім Алі Палєв від Руху за права і свободи.

## Карти
- bgmaps.com[недоступне посилання з липня 2019]
- emaps.bg
- Google